# Pearse Canal
Pearse Canal är ett sund på gränsen mellan British Columbia i Kanada och Alaska i USA.